# 気体分子運動論
気体分子運動論（きたいぶんしうんどうろん、英語: kinetic theory of gases）は、原子論の立場から気体を構成する分子の運動を論じて、その気体の巨視的性質や行動を探求する理論である。気体運動論や分子運動論とも呼ばれる。最初は単一速度の分子群のモデルを使ってボイルの法則の説明をしたりしていたが、次第に一般化され、現今では速度分布関数を用いて広く気体の性質を論ずる理論一般をこの名前で呼ぶようになっている。

## 歴史
気体分子運動論のもっとも古い先駆は1738年のダニエル・ベルヌーイによる「流体力学」に見られる。そこでベルヌーイは気体が激しく運動している多数の粒子からなるという仮説をおき、気体の圧力は器壁への粒子の衝突によって生ずるとして、体積の変化による衝突数の変化を考察して、圧力が体積に反比例するというボイルの法則を説明し、また圧力が粒子速度の2乗に比例することを述べた。
この気体の本性ならびに圧力の起源に関するベルヌーイの卓抜な着想は、その後の原子論の確立や熱素説に代わる熱運動説の展開により次第に受け入れられ、間欠的に議論されたが、気体論は100年余りの間あまり進展しなかった。しかし19世紀半ばになって大きく動き始めた。
まずルドルフ・クラウジウスが登場し、気体を構成する粒子は必ずしも点粒子でなく、内部自由度をもつことを比熱の議論から示した（1857年）。また圧力から推測される分子の速さ（毎秒数百メートル）が気体中の拡散速度よりはるかに大きいという批判に応えるために分子間衝突を考慮して平均自由行程の概念を導入し、気体の粘性係数などの輸送係数を議論する基礎を作った（1858年）。
ついでジェームズ・クラーク・マクスウェルは気体中の分子は衝突するたびに速度が変化するが、定常な気体中では多数の衝突の結果、運動エネルギーは分子間に規則的に分配され、定常な速度分布関数が存在するとして、ある関数方程式を解いて、マクスウェル分布を導いた（1860年）。また同時に粘性係数の式を得て、これが気体の密度に依らないという当時の常識に反する性質を予言したが、それが事実であることが実験で確かめられ、理論の信頼性が高まった。そしてさらに後に一般的な輸送現象の理論を展開し、粘性係数の温度依存性が分子間の距離の逆5乗に比例する中心力（マクスウェル模型）が働くとして説明されることを示し、この分子間力を用いて色々な輸送現象を論じた（1866年）。また同じ論文で分子の衝突数の算定から改めてマクスウェル分布を導いたが、そこでは2種類の分子が混在している気体では、すべての分子が種類に依らずに同じ平均運動エネルギーをもつこと（エネルギー等分配の法則）が示されている。
また同じ頃、ヨハン・ロシュミットは1865年に粘性の測定から得られた平均自由行程などのデータを用いて、初めて体積あたりの気体分子の数、すなわちロシュミット数を算出した。
1872年になると、ボルツマンがボルツマン方程式を提出して、H定理を証明した。ボルツマン方程式は速度分布関数を支配する運動論的方程式（kinetic equation）の典型である。かくして速度分布関数を直接求めて気体を研究する路が開かれたが、ボルツマン方程式は非線形微分積分方程式で取扱いが難しく、その後40年余りにわたって見るべき具体的成果が得られなかった。しかし、1917年になってエンスコッグがこれを用いてプラズマの輸送係数を求める実行可能な方策を提起し、シドニー・チャップマンらがそれを発展させて、その結果がChapman & Cowling (1939) に纏められた。
また最近では 1950年代から核融合研究などに関連してプラズマの研究が盛んになった。プラズマでは荷電粒子群の行動は粒子間の衝突よりむしろ自らの作る電磁場との相互作用により支配されるので、多くの場合、局所熱平衡からも大きくはずれ、速度分布関数を用いる必要性が大きくなる。そして衝突項を0と置いた運動論的方程式と電磁場のマクスウェル方程式とを連立させたブラソフ方程式がその議論の主役を演ずる。また粒子間衝突を勘定に入れる場合でも、分子間力であるクーロン力が長い裾を引いた遠距離力であるため、通常の気体分子運動論とは様相が大きく異なる。これらプラズマ分子運動論（kinetic theory of plasma）についてはプラズマ振動などを参照。

## 理想気体の考察
気体分子運動論の考え方の例として、一辺の長さ L の立方体に閉じこめられた、熱平衡状態にある理想気体を考える。気体は質量 m の分子 N 個で構成されていて、立方体の各稜はそれぞれ x軸、y軸、z軸に平行であるとする。　分子間の衝突を無視すると、各分子は立方体中を自由に飛び回り、壁に衝突しては跳ね返る。
ここである一つの分子の速度を v、そのx成分を vx とすると、その分子の持つ運動量のx成分は mvx となる。そして分子が立方体のx軸に垂直な壁に弾性衝突すると、分子は壁に平行方向の速度を変えず、垂直方向では速度の大きさを変えずに向きが逆になるから、壁に受け渡される運動量は壁に垂直で大きさが 2mvx となる。ところで分子が左右の壁の間を一往復するのに要する時間は 2L/vx であるから、十分な長さの時間間隔 t の間には、一方の壁に vxt/(2L) 回衝突する。従ってその間に壁に渡される力積は
{\displaystyle f_{x}t=2mv_{x}\cdot {v_{x}t \over 2L}}
となり、壁に及ぼす力の大きさは
{\displaystyle f_{x}={{m{v_{x}}^{2}} \over L}}
と求まる。 そして気体は N 個の分子からなるから、そのすべてからの寄与を足し合わせると、壁の受ける合力は壁に垂直で、その大きさ F は　vx2 の平均値 vx2 を用いて、
{\displaystyle F={Nm{\bar {v_{x}^{2}}} \over L}}
と書かれる。 ところで熱平衡状態では分子の速度分布は等方的だから、平均値でいえば、vx2 = vy2 = vz2、従って分子の速さ v について v2 =  3 vx2 が成り立つ。そして壁にかかる圧力は単位面積あたりの力であるから、結局
{\displaystyle P={F \over {L^{2}}}={Nm{\bar {v^{2}}} \over {3L^{3}}}}
そして L3 は気体の体積 V であるから
{\displaystyle PV={{Nm{\bar {v^{2}}}} \over 3}}
が得られる。
一方、この気体のモル数を n とすると、理想気体の状態方程式は PV = nRT（ここで R は気体定数、T は絶対温度）と書ける。そしてアボガドロ定数を NA とすると、N = nNA であるから、これらの式を組み合わせて
{\displaystyle {1 \over 2}m{\bar {v^{2}}}={3 \over 2}kT}
が得られる。ここで
{\displaystyle k={R \over {N_{\mathrm {A} }}}}
はボルツマン定数である。
こうして、このような素朴な扱いでボイルの法則のみならず、理想気体の状態方程式と組み合わせて熱平衡状態での1分子の運動エネルギーの平均のような微視的量と温度のような巨視的量とを結びつけることが出来た。なおこの式は、熱平衡状態では運動の任意の1自由度に {\displaystyle \,kT/2}　のエネルギーが分配されるという、古典統計力学のエネルギー等分配則の一つの現れである。